# Koláre
Koláre es un municipio del distrito de Veľký Krtíš en la región de Banská Bystrica, Eslovaquia, con una población estimada a final del año 2024 de 240 habitantes.
Se encuentra ubicado al suroeste de la región, en la cuenca hidrográfica del río Ipoly —un afluente izquierdo del Danubio— y cerca de la frontera con la región de Nitra y con Hungría.

## Demografía
| Año        | 1994 | 2004    | 2014     | 2024    |
| ---------- | ---- | ------- | -------- | ------- |
| Población  | 325  | 307     | 262      | 240     |
| Diferencia |      | −5,53 % | −14,65 % | −8,39 % |

| Año        | 2023 | 2024    |
| ---------- | ---- | ------- |
| Población  | 241  | 240     |
| Diferencia |      | −0,41 % |